# Nitrito reduttasi (NAD(P)H)
La nitrito reduttasi (NAD(P)H) è un enzima appartenente alla classe delle ossidoreduttasi, che catalizza la seguente reazione:
ammonio idrossido + 3 NAD(P)+ + H2O ⇄ nitrito + 3 NAD(P)H + 3 H+
L'enzima è una flavoproteina ferro-zolfo (eme), contenente siroeme.